# Ніч і місто
Ніч і місто — кримінальна драма 1992 року.

## Сюжет
Кримінальна трагікомедія, створена за мотивами однойменного фільму Ж. Дассена 1950 року. Вправний адвокат Гаррі Фебіан (Роберт Де Ніро) не вибирає шляхів для досягнення своєї мети. Він мріє організувати власний боксерський матч, але зустрічає безліч перешкод. Найнебезпечніша з них — спротив місцевого мафіозі. Щоб знайти підтримку, Фебіан звертаеться до брата гангстера, колишнього боксера (Д. Ворден). Тим часом коханка Гаррі, Хелен (Ланж), йде від свого чоловіка i вирішує відкриту власну крамницю. Вона пропонуе Фебіану допомогу, якщо він дістане для неї ліцензію на продаж спиртного. Гаррі підробляє документ, але про це дізнається його ворог — гангстер.